# محمد الثاني بن محمود
رکن الدنیا والدین أبو شجاع محمد الثاني بن محمود (1128-1159)، سلطان الإمبراطورية السلجوقية من 1153 إلى 1159. وهو ابن السلطان محمود الثاني وشقيق ملكشاه الثالث. يشير كتاب «تاريخ لإيران» الصادر عن جامعة كامبريدج إلى أن السلطان محمد «حاول بالقوة استعادة السلطة لسلالته في العراق».